# Familia de Gefion (astronomía)
La familia Gefion (adj. Gefionian; también conocida como familia Ceres y familia Minerva) es una familia de asteroides ubicada en el cinturón de asteroides intermedio a una distancia de 2,74 y 2,82 UA en inclinaciones entre 7,4° a 10,5°. La familia de los asteroides de tipo S lleva el nombre de (1272) Gefion y consta de más de 2.500 miembros conocidos. Anteriormente era conocida como la familia Ceres. Todavía se conoce como familia Minerva, pues lleva el nombre del cuerpo principal (93) Minerva, hasta que se identificó como intruso en su propia familia.

## Propiedades

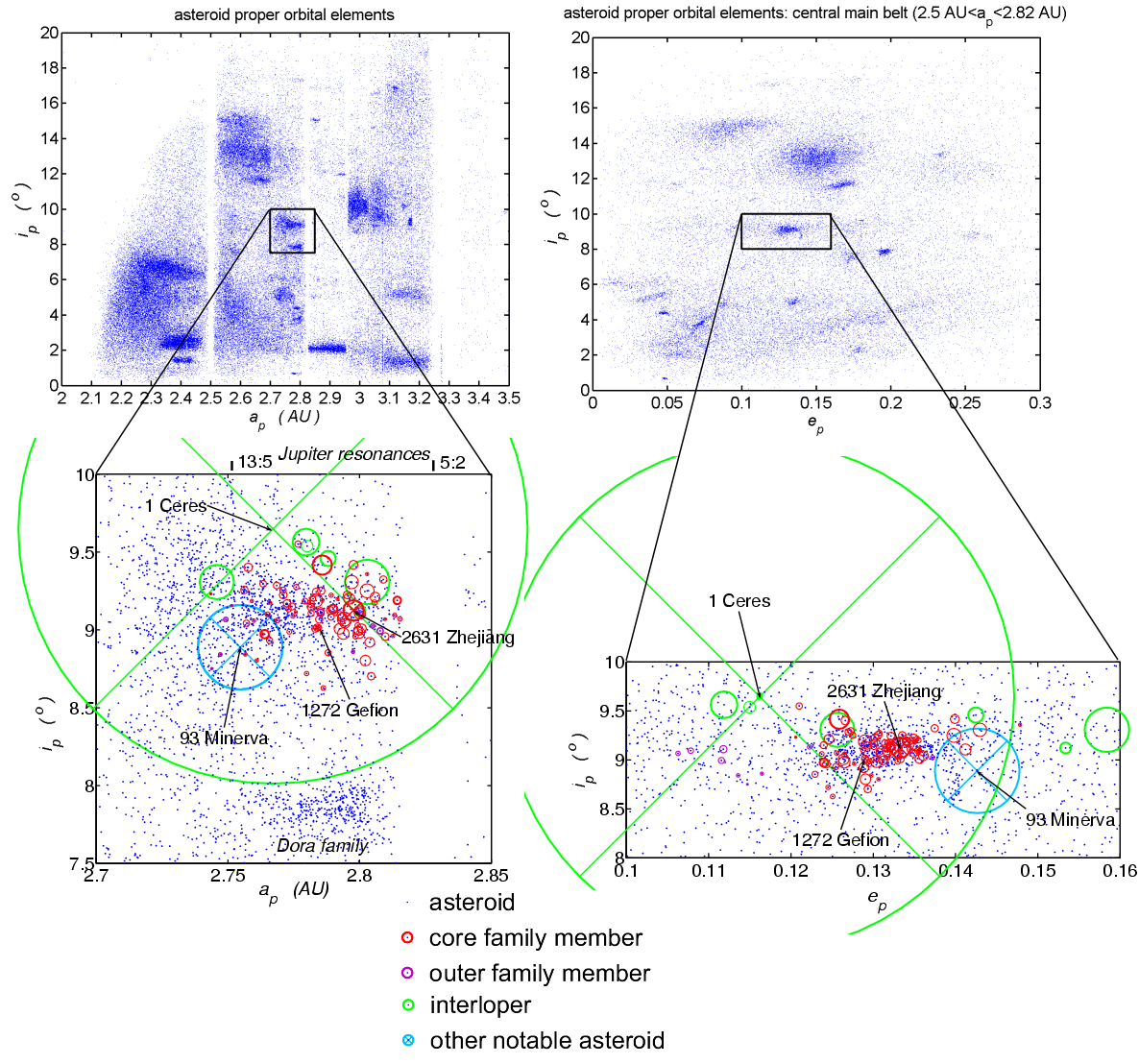
Localización y estructura de la familia de Gefion.

Sus miembros tienen elementos orbitales adecuados en los rangos aproximados.
|     | ap      | ep    | ip   |
| --- | ------- | ----- | ---- |
| min | 2.74 AU | 0.120 | 8.6° |
| max | 2.82 AU | 0.148 | 9.6° |

En la época actual, el rango central de elementos orbitales osculantes de estos miembros es
|     | a       | e     | i     |
| --- | ------- | ----- | ----- |
| min | 2.74 AU | 0.081 | 7.4°  |
| max | 2.82 AU | 0.18  | 10.5° |

El homónimo es (1272) Gefion. La familia es bastante numerosa, según el análisis de Zappala de 1995, se encontró alrededor de cien miembros principales. Una búsqueda realizada recientemente en una base de datos de elementos encontró 766 objetos (aproximadamente el 0,8% del total) ubicados dentro de la región definida por la tabla anterior.
(2631) Zhejiang tiene un diámetro de 34 km y es el miembro principal más grande cuyo diámetro se ha estimado de manera fiable, aunque (2911) Miahelena es más brillante y tendría un diámetro aproximado de aproximadamente 47 km, dado el mismo albedo (muy bajo) de 0,025.

## Nombre alternativo e intrusos
Hasta hace poco, esta familia era conocida como la familia de Ceres (adj. Cererean) o la familia de Minerva (adj. Minervian) por (1) Ceres (el asteroide más grande) o (93) Minerva. Sin embargo, los análisis espectroscópicos mostraron que estos miembros más grandes eran de hecho intrusos en su propia familia, teniendo una clase espectral diferente de la mayoría de los miembros. Otros intrusos conocidos son (255) Oppavia, (374) Burgundia, (2507) Bobone y (2559) Svoboda. Se concluyó que el asteroide (1272) Gefion era el miembro con la designación más baja.